# Národní parky v Kanadě

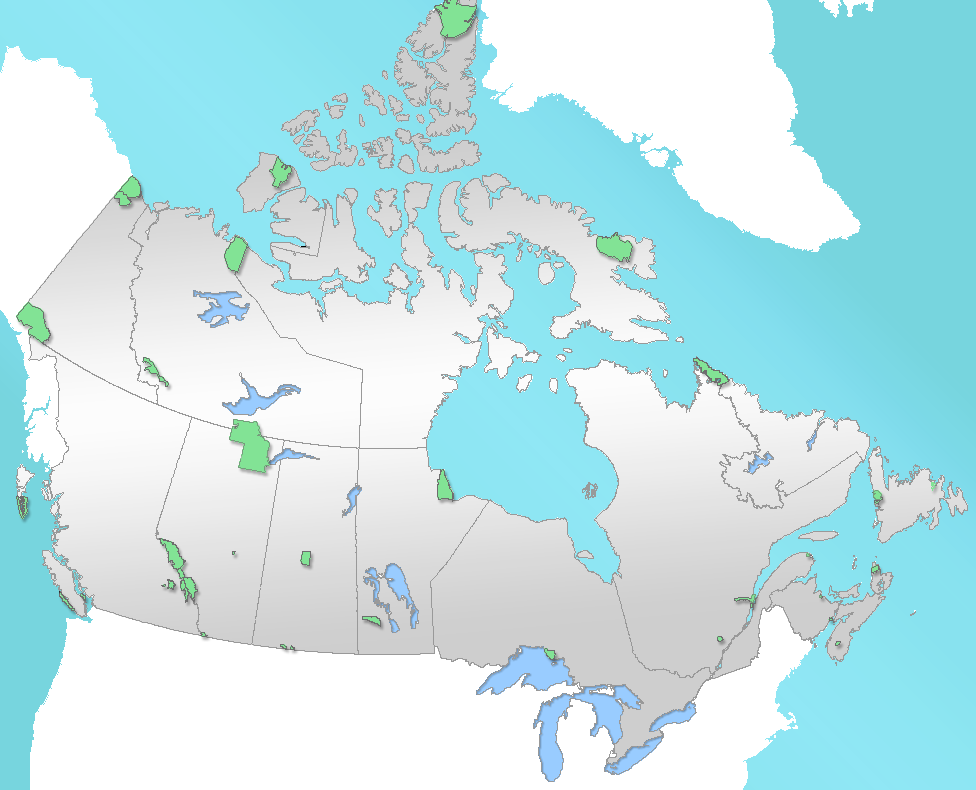
Kanadské národní parky

- Aulavik National Park (Severozápadní teritoria)
- Auyuittuq National Park (Nunavut)
- Banff National Park (Alberta) [p 1]
- Bruce Peninsula National Park (Ontario)
- Cape Breton Highlands National Park (Nové Skotsko)
- Elk Island National Park (Alberta)
- Fathom Five National Marine Park (Ontario)
- Forillon National Park (Québec)
- Fundy National Park (Nový Brunšvik)
- Georgian Bay Islands National Park (Ontario)
- Glacier National Park (Britská Kolumbie)
- Grasslands National Park (Saskatchewan)
- Gros Morne National Park (Newfoundland a Labrador) [p 2]
- Gulf Islands National Park Reserve (Britská Kolumbie)
- Gwaii Haanas National Park Reserve and Haida Heritage Site (Britská Kolumbie)
- Ivvavik National Park (Yukon)
- Jasper National Park (Alberta) [p 1]
- Kejimkujik National Park (Nové Skotsko)
- Kluane National Park and Reserve (Yukon) [p 3]
- Kootenay National Park (Britská Kolumbie) [p 1]
- Kouchibouguac National Park (Nový Brunšvik)
- La Mauricie National Park (Québec)
- Mingan Archipelago National Park Reserve (Québec)
- Mount Revelstoke National Park (Britská Kolumbie)
- Nahanni National Park Reserve (Severozápadní teritoria) [p 4]
- Pacific Rim National Park Reserve (Britská Kolumbie)
- Point Pelee National Park (Ontario)
- Prince Albert National Park (Saskatchewan)
- Prince Edward Island National Park (Ostrov prince Edwarda)
- Pukaskwa National Park (Ontario)
- Quttinirpaaq National Park (Nunavut)
- Riding Mountain National Park (Manitoba)
- Saguenay - St. Lawrence Marine Park (Québec)
- Sirmilik National Park (Nunavut)
- St. Lawrence Islands National Park (Ontario)
- Terra Nova National Park (Newfoundland a Labrador)
- Tuktut Nogait National Park (Severozápadní teritoria)
- Ukkusiksalik National Park (Nunavut)
- Vuntut National Park (Yukon)
- Wapusk National Park (Manitoba)
- Waterton Lakes National Park (Alberta) [p 5]
- Wood Buffalo National Park (Alberta Severozápadní teritoria) [p 6]
- Yoho National Park (Britská Kolumbie) [p 1]